# Calliostoma madagascarense
Calliostoma madagascarense is een slakkensoort uit de familie van de Calliostomatidae. De wetenschappelijke naam van de soort is voor het eerst geldig gepubliceerd in 2004 door Vilvens, Nolf & Verstraeten.